# Tina Live
Tina Live ist ein Livealbum und eine DVD von Tina Turner. Es wurde am 28. September 2009 in Europa und am 13. Oktober 2009 in den USA veröffentlicht. Die Titel wurden während ihrer Tournee am 21. März 2009 im GelreDome in Arnhem, Niederlande aufgenommen.

## Titelliste
| Nr. | Titel                                                     | Autoren                                    | Länge |
| --- | --------------------------------------------------------- | ------------------------------------------ | ----- |
| 1.  | Steamy Windows                                            | Tony Joe White                             | 4:26  |
| 2.  | River Deep – Mountain High                                | Phil Spector, Jeff Barry, Ellie Greenwich  | 3:53  |
| 3.  | What You Get Is What You See                              | Terry Britten, Graham Lyle                 | 4:02  |
| 4.  | Better Be Good to Me                                      | Holly Knight, Nicky Chinn, Mike Chapman    | 6:25  |
| 5.  | What’s Love Got to Do with It                             | Terry Britten, Graham Lyle                 | 3:39  |
| 6.  | Private Dancer                                            | Mark Knopfler                              | 6:29  |
| 7.  | We Don’t Need Another Hero                                | Terry Britten, Graham Lyle                 | 5:10  |
| 8.  | Let’s Stay Together                                       | Willie Mitchell, Al Green, Al Jackson, Jr. | 4:07  |
| 9.  | Jumpin’ Jack Flash                                        | Mick Jagger, Keith Richards                | 1:47  |
| 10. | It’s Only Rock ’n Roll (But I Like It) (mit Lisa Fischer) | Mick Jagger, Keith Richards                | 3:22  |
| 11. | GoldenEye                                                 | Bono, The Edge                             | 4:07  |
| 12. | Addicted to Love                                          | Robert Palmer                              | 4:53  |
| 13. | The Best                                                  | Mike Chapman, Holly Knight                 | 5:06  |
| 14. | Proud Mary                                                | John Fogerty                               | 9:51  |
| 15. | Nutbush City Limits                                       | Tina Turner                                | 7:34  |

| Nr. | Titel                                                     |
| --- | --------------------------------------------------------- |
| 1.  | Intro (instrumental)                                      |
| 2.  | Steamy Windows                                            |
| 3.  | Typical Male                                              |
| 4.  | River Deep – Mountain High                                |
| 5.  | What You Get Is What You See                              |
| 6.  | Better Be Good to Me                                      |
| 7.  | Ninja Chase (instrumental)                                |
| 8.  | Acid Queen                                                |
| 9.  | What’s Love Got to Do with It                             |
| 10. | What’s Love Got to Do with It                             |
| 11. | Private Dancer                                            |
| 12. | Weapons Sequence (instrumental)                           |
| 13. | We Don’t Need Another Hero                                |
| 14. | Help!                                                     |
| 15. | Let’s Stay Together                                       |
| 16. | Undercover Agent for the Blues                            |
| 17. | I Can’t Stand the Rain                                    |
| 18. | Jumpin’ Jack Flash                                        |
| 19. | It’s Only Rock ’n Roll (But I Like It) (mit Lisa Fischer) |
| 20. | Flamenco / 009 Encounter (instrumental)                   |
| 21. | GoldenEye                                                 |
| 22. | Addicted to Love                                          |
| 23. | The Best                                                  |
| 24. | Proud Mary                                                |
| 25. | Nutbush City Limits                                       |
| 26. | Be Tender with Me Baby                                    |

## Rezeption

### Chartplatzierungen
| ChartsChartplatzierungen       | Höchstplatzierung | Wochen |
| ------------------------------ | ----------------- | ------ |
| Deutschland (GfK)              | 18 (6 Wo.)        | 6      |
| Österreich (Ö3)                | 8 (9 Wo.)         | 9      |
| Schweiz (IFPI)                 | 45 (… Wo.)        | …      |
| Vereinigte Staaten (Billboard) | 169 (1 Wo.)       | 1      |
| Vereinigtes Königreich (OCC)   | 43 (1 Wo.)        | 1      |

### Auszeichnungen für Musikverkäufe
| Land/Region  | Auszeichnungen für Musikverkäufe (Land/Region, Auszeichnung, Verkäufe) | Verkäufe |
| ------------ | ---------------------------------------------------------------------- | -------- |
| Polen (ZPAV) | Gold                                                                   | 10.000   |
| Insgesamt    | 1× Gold ·                                                              | 10.000   |

Hauptartikel: Tina Turner/Auszeichnungen für Musikverkäufe